# Груба кераміка
Гру́ба кера́міка — кислототривкі вироби, каналізаційні труби, дренажні труби, плитки для підлоги, клінкерна цегла

## Матеріали, сировина. вимоги до них
Для виготовлення кислототривких виробів належить використовувати низькоспікливі середньопластичні тугоплавкі і вогнетривкі глини. Вони не повинні мати включень сірчаного колчедану, гіпсу і сполук заліза, а вміст карбонатів Ca і Mg не повинен перевищувати 3%.
Для виробництва клінкерної цегли можуть бути використані легкоплавкі глини і суглинки, що не містять домішок крупного піску, включень карбонатів, гіпсу, вугілля. Основними показниками їхньої придатності є великий інтервал спікливості (не менше 100°C), що забезпечує однорідну спікливість черепка, і температура початку деформації не нижче 1 200°C. Глини і суглинки, що не мають необхідного інтервалу спікання, або високоспікливі (при t вище 1 300°C) належить використовувати у виробництві зазначених виробів за умови введення домішок — плавнів або матеріалів, що знижують температуру плавлення.  
Придатність сировини встановлюється за якістю готових виробів, що нормується відповідними державними нормативними документами.
Для виробництва каналізаційних труб і плиток для підлоги використовуються тугоплавкі і вогнетривкі глини, що мають пластичність, однорідний склад, низьку температуру спікання й інтервал спікання не менше 200°C. Під час випалу глини повинні давати щільний спікливий черепок без деформації, плям, виплавок і мушок. Крім державних стандартів на ці види сировини, існує ряд стандартів і технічних умов на якість глин окремих родовищ, що регламентують у глинах вміст глинозему, оксидів титану, заліза, кальцію й інших шкідливих домішок.

## Виробництво
Для виробництва виробів грубої кераміки (кислототривкі вироби, каналізаційні труби, дренажні труби, плитки для підлоги, клінкерна цегла й інші вироби) використовуються в основному тугоплавкі глини, а також низькоспікливі різновиди вогнетривких глин (клінкерна цегла). Якість сировини, яку слід використовувати під час виробництва виробів грубої кераміки, регламентується Технічними умовами на глинисту сировину окремих родовищ. У разі відсутності єдиних вимог до якості сировини для грубої кераміки, регульованих державними стандартами, придатність її належить встановлювати за якістю готових виробів, що нормуються ГОСТ 286-82, ГОСТ 474-90 , ГОСТ 961-89  тощо.

## Види

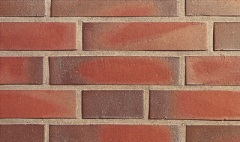